# Säuglingsheim

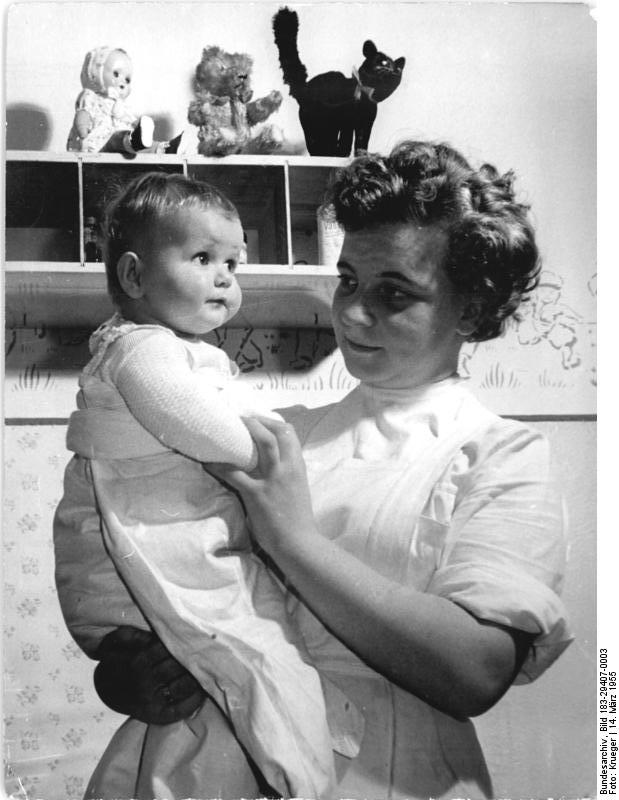
Säuglingspflegerin in Berlin, 1955

Das Säuglingsheim (manchmal auch als Säuglingsklinik bezeichnet) ist eine Fürsorgeeinrichtung für die vorübergehende oder ständige Betreuung von gesunden, verlassenen, verwaisten oder ausgesetzten Säuglingen und Kleinkindern, die u. a. von Säuglingspflegerinnen oder -krankenschwestern betreut und gepflegt werden. Die Heime befinden sich überwiegend in staatlicher, kirchlicher sowie freier Trägerschaft und werden häufig von einem Kinderarzt geleitet oder unterstehen ihm. In Deutschland nehmen die Gesundheitsbehörden die verantwortliche Aufsicht wahr.
Die ersten Gründungen erfolgten Ende des 19. sowie Anfang des 20. Jahrhunderts. In dieser Zeit waren die Säuglingsheime vorwiegend stationäre medizinische Einrichtungen. Ihre Verbreitung fanden die Anstalten insbesondere in den Industriestaaten Europas, den USA und den RGW-Staaten. Historische Vorläufer waren das Findelhaus im Mittelalter und das Waisenhaus nach dem Dreißigjährigen Krieg. Die Aufnahme der Säuglinge und Kleinkinder erfolgte auf Wunsch der Eltern oder auf behördliche Anordnung, einzelne Ausnahmen waren möglich. Ab Mitte der 1960er-Jahre ging in der Bundesrepublik die Zahl der in Säuglingsheimen betreuten Kinder stark zurück; in der DDR verlief der Rückgang langsamer. Gründe dafür waren unter anderem Erkenntnisse aus der Säuglings- und Kleinkindforschung, Veröffentlichungen von Filmaufnahmen aus den Heimen sowie öffentliche Proteste.
Heute findet man diese Form der Einrichtung in westlichen Industrieländern nur noch selten. In osteuropäischen Ländern oder in Ländern der Dritten Welt ist das klassische Säuglingsheim für Kleinstkinder noch anzutreffen, was u. a. von den Vereinten Nationen kritisiert wird.

## Deutschland

### Die Entwicklung
In Deutschland wurde am 20. Dezember 1897 vom Kinderarzt Arthur Schloßmann, gemeinsam mit Ärzten und Dresdner Bürgern, der Verein Kinderpoliklinik mit Säuglingsheim in der Johannstadt gegründet. 1898 eröffneten sie das Dresdner Säuglingsheim als erstes Heim seiner Art in Deutschland.
Durch hygienische Maßnahmen und die Umstellung der Säuglingsernährung (u. a. Einsatz von Ammen) und den medizinischen Fortschritt bei der Bekämpfung von Infektionskrankheiten wurde die Säuglingssterblichkeit in diesem Heim in der Zeit von 1912 bis 1920 von 71 % auf 17 % drastisch gesenkt. Die „Säuglingsheime“ waren zu dieser Zeit vor allem pädiatrische Forschungsanstalten, u. a. zum Thema Für und wider die Buttermehlnahrung. Zuweilen entwickelten sich die Heime weiter zu Kinderkliniken, u. a. die Kinderklinik der Westfälischen Wilhelms-Universität Münster. Ein Hauptanliegen der Kinderärzte in dieser Zeit war es, die nach wie vor hohe Säuglingssterblichkeit in den Anstalten zu bekämpfen. Anhand statistisch erfasster Beobachtungen wurden die unbestreitbaren Erfolge in der Bekämpfung der Säuglingssterblichkeit für die zeitgenössische Fachöffentlichkeit dokumentiert. Die Erfolge der Pädiater förderten ein Umdenken in der klinischen Kinderheilkunde. Die Säuglingsheime (häufig auch Säuglingskliniken genannt) wurden nach hygienischen Grundsätzen (Quarantäne, Asepsis bei der Versorgung, Impfungen, gesunde Ernährung) modernisiert. Die Pflege der Säuglinge und Kleinkinder wurde nach allgemeinen Normen, weniger nach den individuellen Bedürfnissen des Kindes, geregelt. In gut geführten Heimen sank die Sterblichkeitsrate auf 0 bis 2 %. Damit verbunden war zudem ein starkes und in dieser Zeit einflussreiches sozialpolitisches Engagement der Pädiater, dass auch die öffentliche Säuglingsfürsorge einschloss. So waren den Säuglingsheimen der Zeit auch staatlich anerkannte Säuglingsschwesternschulen angegliedert, die Kurse für die allgemeine Bevölkerung anboten. Darüber hinaus gründeten sich engagierte Bewegungen, wie das Komitee für Säuglingsheime oder der Verein Mütter- und Säuglingsheime, die den Aufbau von Säuglingsheimen förderten.
Der Kinderarzt Meinhard von Pfaundler rückte schön früh den Hospitalismus ins Blickfeld und zeigte die Folgen von Mutterentbehrung sowie schematischer Anstaltsroutine auf. In seinem 1901 gehaltenen Vortrag „Über die natürliche und rationelle Säuglingspflege“ rügte er die widernatürliche Entfernung des Säuglings von der Mutter unter den modernen zivilisatorischen Bedingungen. Er erläuterte die Entstehung und die Bedingungen des Hospitalismus in seiner „Physiologie des Neugeborenen“ im Handbuch der Geburtshilfe 1915. Der Kinderarzt Gustav Tugendreich schrieb 1910 über den Hospitalismus in den Heimen:

„Der Hospitalismus im Einzelnen mannigfach, aber im Großen immer dadurch charakterisiert, daß Säuglinge, die noch nicht hochgradig erkrankt oder sogar gesund eingeliefert waren, in den Anstalten sich fortwährend verschlechterten bis zum schließlich erfolgten Tode.“

Zwischen den beiden Kinderärzten A. Schloßmann und M. v. Pfaundler entwickelte sich in den Jahren 1920–1930 eine heftige Kontroverse über die Bedeutung der Säuglingspflege in den Säuglingsheimen. A. Schloßmann verteidigte die Anstaltspflege, während M. v. Pfaundler eine zutiefst skeptische Haltung gegenüber der „widernatürlichen Massenpflege“ junger Kinder in den Säuglingsheimen einnahm. Er kritisierte heftig die steigende Tendenz, Säuglingsheime als geeignete Unterbringungsstätte für Kleinkinder anzusehen. Er regte die im Weltmaßstab erste große vergleichende Untersuchung zum Problem des Hospitalismus an. 1925 verglich Zaida Eriksson 425 Anstaltskinder, die aus wohlhabenden Elternhäusern stammten, mit 760 Familienkindern aus einem städtischen Armutsviertel. Die Anstaltskinder waren gegenüber bestimmten Infektionskrankheiten deutlich anfälliger. Weiterhin waren die Heimkinder in ihrem Längenwachstum deutlich beeinträchtigt. Die Familienkinder wirkten geistig reger sowie intelligenter und waren wesentlich kontaktfähiger als die Anstaltskinder. In der Säuglingspflege in den Heimen lag der Schwerpunkt auf die körperliche Hygiene der Kinder zur Abwehr von Infektionen. Hildegard Durfee und Käthe Wolf stellten in ihrer 1933 durchgeführten Untersuchung fest, dass durch eine allzu strenge Beachtung der Hygieneregeln Pflegebedingungen verstärkt werden, die den psychischen Hospitalismus fördern.
Durch die Erfolge in der Bekämpfung der Säuglingssterblichkeit verbreitete sich in der Öffentlichkeit allmählich eine tolerierende bis positive Einstellung zu den Säuglingsheimen. So kam es zu einer starken Ausbreitung von Heimen in den 1920er und 30er Jahren. Ein beschleunigender Faktor waren die Auswirkungen der Weltwirtschaftskrise. In den Jahren 1923–1963 änderte sich das zahlenmäßige Verhältnis der Kinder in Familienpflege : Heimpflege in der Stadt Frankfurt a. M. von 78 % : 22 % auf 27 % : 73 %.
Über die Säuglingsheime während der NS-Zeit ist gegenwärtig wenig bekannt. Eine Ausnahme bilden dabei die unter rassenpolitischen Überlegungen gegründeten Lebensborn-Heime und die Kinderfachabteilungen. Ziel der Nazis war es, den Bestand der Arier durch gezielte „Züchtung“ oder Tötung zu vergrößern und von „Erbdefekten“ zu „befreien“. Inwieweit bestehende Säuglingsheime in Kinderfachabteilungen umgewandelt wurden und Säuglinge und Kleinkinder aus den Heimen durch die Kinder-Euthanasie gezielt getötet wurden, bedarf noch der weiteren Forschung. Für eine mögliche Verflechtung mag der Hamburger Kinderarzt, Säuglingsheimleiter und Leiter des Kinderkrankenhauses Rothenburgsort Wilhelm Bayer stehen. Insgesamt wurden im Kinderkrankenhaus Rothenburgsort von Juni 1940 bis zum April 1945 mindestens 56 sogenannte „Reichsausschusskinder“ durch tödlich wirkende Medikamentencocktails ermordet. In den 37 Kinderfachabteilungen in Deutschland wurden in den Jahren 1939 bis 1945 zwischen 5.000 und 10.000 Säuglinge, Kinder und Jugendliche ermordet.

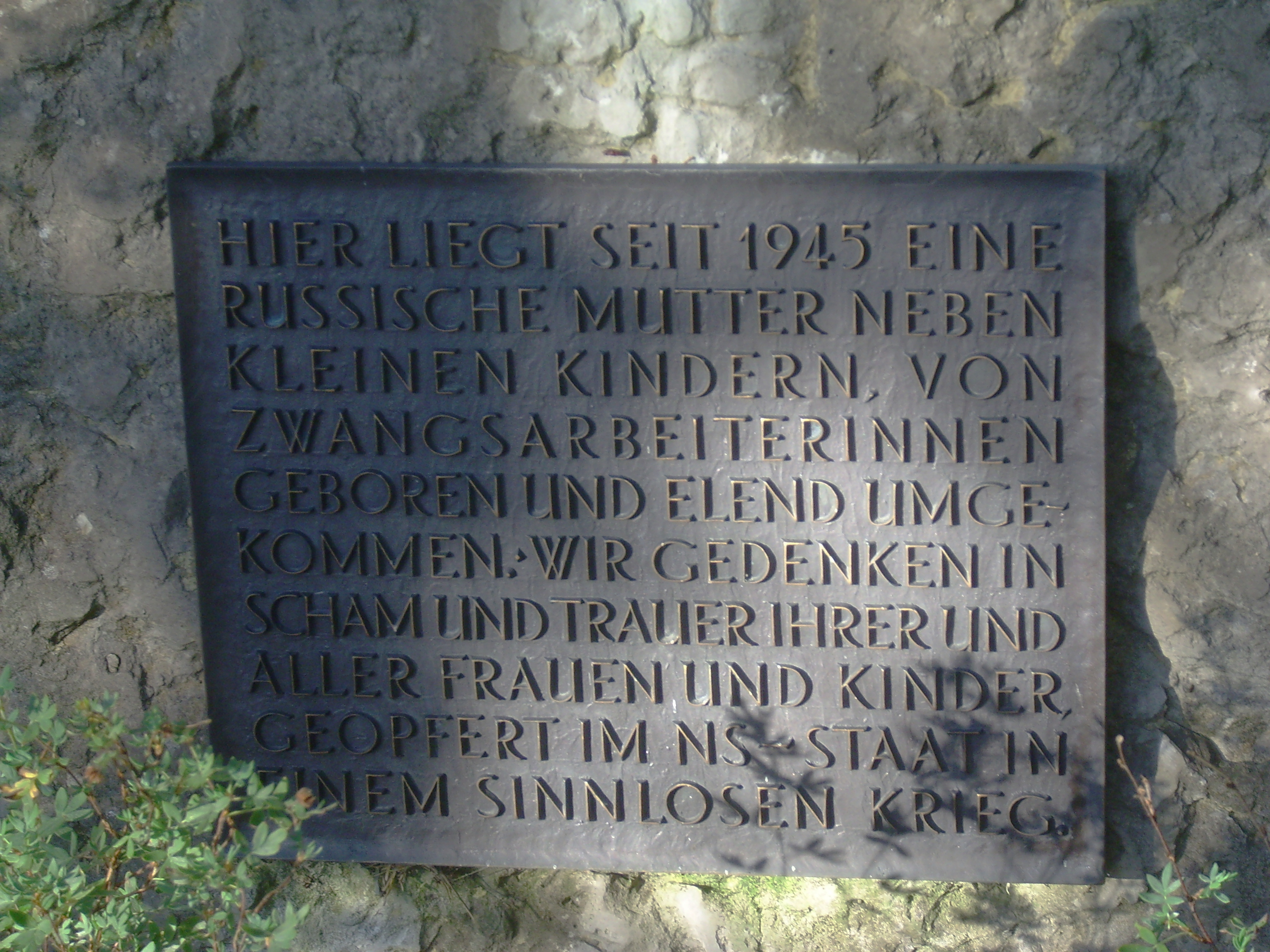
Bronzetafel am Mahnmal der Gedenkstätte Gantenwald

Eine besondere Form des Säuglingsheims stellte die Ausländerkinder-Pflegestätte während des Zweiten Weltkrieges da. Es war eine Einrichtung, die osteuropäischen Zwangsarbeiterinnen ihre Kinder entzog. Ihre Errichtung wurde durch einen Erlass des Reichsführers SS Heinrich Himmler von 1943 verfügt. Viele Zwangsarbeiterinnen wurden auch zur Abtreibung genötigt. Die Sterblichkeit der Kinder lag zwischen 80 und 90 Prozent insbesondere in den größeren Pflegestätten. Ausgewählte Babys und größere Kinder wurden durch „arische“ Familien adoptiert. Es wird geschätzt, dass zwischen 100.000 und 200.000 Kinder in diesen Einrichtungen zu Tode kamen. Die Datenbank Krieg gegen Kinder enthält Informationen über mehr als 400 Orte, an denen Kinder von Zwangsarbeitern zur Welt kamen, untergebracht waren oder zu Tode kamen – darunter auch zahlreiche Ausländerkinder-Pflegestätten.

#### Säuglingsheime in Deutschland-West bzw. der BRD nach dem Zweiten Weltkrieg
Das Säuglingsheim als eigenständigen Heimtyp hat es in der späteren BRD nach 1945 so nicht gegeben. Es gab eine Vielzahl von unterschiedlichen Aufgabenstellungen der Pflege und Betreuung von Säuglingen und Kleinkindern in diesen Häusern, die unter dem Begriff „Säuglingsheim“ zusammengefasst wurden. Der offizielle Auftrag der Einrichtungen war der Schutz vor Vernachlässigung und Misshandlung gefährdeter Kleinkinder. Ein Schwerpunkt war die Pflege und Betreuung von alleingelassenen Säuglingen und Kleinkindern, sog. „Sozialwaisen“. Oft waren es uneheliche Kinder. Nicht wenige der Kinder wurden durch behördliche Entscheidung, teilweise gegen den Willen der leiblichen Eltern, in ein Säuglingsheim eingewiesen. Für die Kosten der Pflege dieser Kinder kam das Jugend- oder Sozialamt auf. Die leiblichen Eltern hatten, je nach Lage, in die Räumlichkeiten keinen oder nur zu bestimmten Besuchszeiten Zugang.
Für den Zeitraum von 1951 bis 1990 wird die Zahl der betreuten Säuglinge und Kleinkinder von Felix Berth auf mindestens 700.000 geschätzt. In einer Münchner Untersuchung an 300 Säuglingsheimkindern waren davon 71 % nichtehelich geboren, 11,5 % stammten aus zerbrochenen Ehen und 17,5 % aus intakten Ehen. Die Mütter dieser Kinder hatten fast nie eine Ausbildung abgeschlossen und waren häufig arbeitslos; etwa 20 bis 30 Prozent von ihnen arbeiteten als Prostituierte. Etwa ein Drittel der Mütter wurde in den Akten der Jugendämter als obdachlos geführt, ähnlich viele hatten schwere Krankheiten. Im Jahr 1960 – dem Jahr mit der größten Platzzahl in der Bundesrepublik – hatten die bundesdeutschen Säuglingsheime mehr als 18.000 Plätze, die pro Jahr mit mehreren Kindern belegt waren.
In diesen Heimen kam es häufig zu Hospitalismus- und Deprivationsschäden von Säuglingen und Kleinkindern. Maximilian Rieländer kommt zu dem Schluss, dass die Pflegepraxis in den Säuglingsheimen von den 1920er-Jahren bis ca. 1970 kaum von den theoretischen Erörterungen und den empirischen Ergebnissen über frühkindliche Hospitalismus- und Deprivationsschäden beeinflusst war.
Das Verschwinden der Säuglingsheime setzte in der Bundesrepublik bereits Mitte der 1960er-Jahre mit hohem Tempo ein, weshalb es nicht auf die sogenannte „Heimkampagne“ der Außerparlamentarischen Opposition (APO) zurückgeführt werden kann. Carlo Buschel sieht als Ursache für die Auflösung der Säuglingsheime eine veränderte Pflegesatzökonomie, die die Unterbringung von Säuglingen und Kleinkindern in einer Pflegestelle „preiswerter“ erscheinen ließ. Berth hingegen betont, dass die Erkenntnisse von Pädiatern und Psychoanalytikern über Hospitalismusschäden allmählich auch in Jugendämtern und bei Heimträgern wahrgenommen wurden, was die Schließungen von Säuglingsheimen oder ihre Umwandlung in Kinderheime zur Folge hatte. Außerdem habe sich die gesellschaftliche und ökonomische Lage unehelicher Mütter im Verlauf der 1960er-Jahre allmählich etwas gebessert, was ihnen häufiger die Möglichkeit gegeben habe, ihre Kinder selbst zu betreuen.

#### Säuglingsheime in Deutschland-Ost bzw. der DDR nach dem Zweiten Weltkrieg

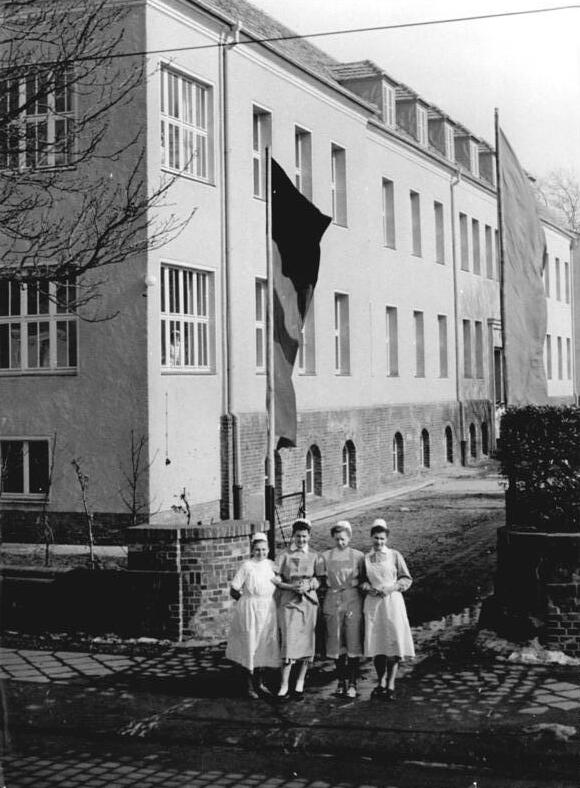
Bundesarchiv Bild 183-19489-0001, Cottbus, Säuglingsheim 18. März 1955 Foto: Schutt, Erich

Eine Sonderstellung unter den Normalheimen nahmen die Dauerheime für Säuglinge und Kleinstkinder in der DDR ein. Neben elternlosen Kindern wurden auch gesunde Säuglinge und Kleinstkinder im Alter von wenigen Wochen bis zum 3. Lebensjahr aufgenommen und ständig untergebracht, deren Mütter alleinerziehend waren oder deren Eltern in Schichtsystemen arbeiteten. Diese Einrichtungen wurden ärztlich überwacht und oblagen ab 1951 der Aufsicht der zuständigen Abteilung Gesundheitswesen des Rates des Land- oder Stadtkreises. Der Ausbau der Dauerheime wurde bis in die späten 1950er-Jahre forciert.
Elternlosen Kindern oder Sozialwaisen denen sich keine Adoptionsmöglichkeiten eröffneten, wurden nach Vollendung des 3. Lebensjahres in weiterführende Heime verlegt. In den Jahren 1959–1961 erreichte die Anzahl der Dauerheimplätze mit ca. 11.000 ihren Höchststand. Diese Entwicklung blieb nicht ungetrübt. Ende der 1950er-Jahre wurden starke Vorbehalte von Pädiatern über diese Form der Kleinstkindbetreuung laut und durch eigene vergleichende Studien untermauert. Indirekt bestätigten die Ergebnisse die theoretischen Überlegungen der angelsächsischen Forscher John Bowlby und James Robertson, die ihre Bindungstheorie weiterentwickelten. Die noch junge Bindungstheorie fand in der DDR 1957 durch einen Aufsatz von James Robertson in der „Zeitschrift für ärztliche Fortbildung“ Beachtung. Im gleichen Jahr stellte Eva Schmidt-Kolmer in diesem Fachblatt Auszüge aus Bowlbys Aufsatz für die WHO „Maternal Care and Mental Health“ vor. Auf Betreiben der Pädiater wurden Reformideen wie z. B. die Schaffung von familiären Milieus, persönliches Spielzeug und Kleidung, schnellere Adoptionsverfahren sowie Pflegepersonen für die Kinder diskutiert und erprobt. Politisch motivierte Sichtweisen in Teilen der DDR-Regierung und der SED-Führung sahen die erzieherische Bedeutung und den Vorteil der Dauerheime in der Erziehung zur Gemeinschaft, die eine einseitige Bevorzugung ausschließen würde. Der Bau der Berliner Mauer am 13. August 1961 blieb auch für die Arbeit in den Dauerheimen nicht ohne Folgen. In den Folgejahren kam es zu einer ideologischen Ausrichtung in der Erziehung in den Heimen sowie in der Kleinkindforschung. Die angeregten und erprobten Reformbemühungen durch die Pädiater wurden in den Heimen weitestgehend zurückgenommen. Die Risiken, die für die Heimkinder durch fehlende Nestwärme entstanden, fanden keine genügende Beachtung. So schrieb die Ministerin für Justiz Frau Hilde Benjamin an ihren Kollegen dem Minister für Gesundheit Max Sefrin in einem Brief vom 25. April 1962:

„Mir ist bekannt, daß führende Kinderärzte, besonders Frau Dr. Eva Schmidt-Kolmer, die Auffassung vertreten, daß Kinder in den Wochenkrippen sich langsamer entwickeln. Aus diesem Grund befürwortet sie höchstens die Unterbringung von Kindern in Tagesgruppen und betont das erhebliche Bedürfnis der Kleinkinder nach Nestwärme. (…) Ich halte es daher für dringend notwendig, daß im Zusammenhang mit dem Frauen-Kommuniqué eine ideologische Klärung bei den Ärzten über die Bedeutung der Unterbringung von Kleinkindern in Wochenheimen für die Sicherung der Durchsetzung der Gleichberechtigung der Frau erfolgt. (…) Ich möchte noch bemerken, daß ich im Anschluß an die Ministerratssitzung von einer Reihe von Kollegen Zustimmung zu meinen Ausführungen erhalten habe, insbesondere auch von dem Minister für Volksbildung.“

Die freien Forschergruppen in Halle, Leipzig oder Berlin wurden Anfang der 1960er-Jahre aufgelöst. Ihre Forschungsergebnisse wurden, ebenso wie die bindungstheoretischen Ergebnisse, bis zur politischen Wende 1990 nicht weiter publiziert. Erst nach 1962 verringerte sich in den Folgejahren die Zahl der Kinder, die in den Dauerheimen betreut wurden. 1965 wurde das „Gesetz über das einheitliche, sozialistische Bildungssystem“ verabschiedet. In diesem Gesetz wurden u. a. die Dauerheime erstmals als Vorschuleinrichtungen erfasst. 1966 wurde unter der Leitung von Eva Schmidt-Kolmer das zentralgeführte Institut für Hygiene des Kindes- und Jugendalters (IHKJ) als nachgeordnete Dienststelle des MfGe gegründet. Vergleichende Forschungsergebnisse zwischen Familienkindern und Heimkindern hat dieses Institut nicht veröffentlicht. Nennenswerte Impulse zur Verbesserung der Lebenssituation der Heimkinder gingen von dem Institut nicht aus.
Im Oktober 1966 fand in Prag das erste internationale Symposium über Krippen- und Heimprobleme unter Beteiligung einer DDR-Delegation statt. Neben Problemen der Krankheitsanfälligkeit und -häufigkeit ging es auch um die grundsätzliche Frage, ob Säuglinge und Kleinstkinder überhaupt mit einigem Erfolg in Kollektiveinrichtungen betreut werden können. Für die DDR-Delegation waren dies Restbestände rückständigen Denkens und sie argumentierte entsprechend.
1968 erschien unter dem Titel „Pädagogische Aufgaben und Arbeitsweise der Krippen“ der Entwurf eines Erziehungsprogramms, dass auch in den Heimen seine Anwendung fand. Anfang der 1970er-Jahre wurden eine Reihe von Anweisungen und Verordnungen erlassen, die die Arbeit in den Heimen weiter reglementierte. Grundsätzliche Reformen, die auf die Bedürfnisse der Säuglinge und Kleinkinder eingingen, sucht man in dieser Zeit vergeblich. Ende der 1980er-Jahre stieg die Zahl der gemeldeten Heimkinder auf über 4.000 an.
Mit der Wende stand das gesamte staatliche Erziehungswesen zur Disposition. Die Dauerheime für Säuglinge und Kleinstkinder wurden im Zuge der deutschen Wiedervereinigung aufgelöst oder in Kinderheime sowie andere soziale Einrichtungen umgewandelt.

### Aufarbeitung und Entschädigung / Fonds „Heimerziehung West“ sowie „Heimerziehung in der DDR“
In Deutschland wurde im Anschluss an die Beratungen des Runden Tischs, an dem auch Betroffene vertreten waren, für das Gebiet der ehemaligen BRD 100 Millionen Euro, für das Gebiet der ehemaligen DDR 40 Millionen Euro zur Verfügung gestellt, womit den Forderungen der Organisationen der Heimkinder nur teilweise Rechnung getragen wurde. Zusätzlich sind 20 Millionen für wissenschaftliche Abklärungen und Aufarbeitungen budgetiert. In den einzelnen Bundesländern wurden Anlaufstellen für die Betroffenen eingerichtet.
Aufgrund der hohen Anzahl ehemaliger Heimkinder in der DDR war der Fonds Anfang 2014 ausgeschöpft. Der Fonds wurde mit Mitteln des Bundes und der Länder aufgestockt. Die Laufzeit des Fonds ist bis Ende Juni 2017 geplant. Neu ist eine Stichtagsregelung. Berücksichtigt werden nur die Anträge, die bis zum 30. September 2014 gestellt wurden. Die Antragsannahme wird über die Anlauf- und Beratungsstellen für ehemalige Heimkinder in der DDR sichergestellt.
Bis zum 31. Dezember 2014 konnten betroffene ehemalige Heimkinder aus den Altbundesländern ihre Ansprüche bei ihrer zuständigen Anlauf- und Beratungsstelle anmelden.

### Fremdbetreuung von Säuglingen und Kleinkindern in Deutschland in der Gegenwart
In Deutschland sind im SGB VIII bundeseinheitlich die Leistungen gegenüber jungen Menschen (Kinder, Jugendliche, junge Volljährige) sowie deren Familien (insb. Eltern, Personensorgeberechtigte, Erziehungsberechtigte) und somit auch die Fremdbetreuung von Säuglingen und Kleinkindern geregelt.
Säuglingsheime sind in Deutschland eine absolute Ausnahme und die Unterbringung von Säuglingen und Kleinkindern erfolgt in jedem Fall nur als eine Notlösung.
Um Hospitalismus- oder Deprivationsschäden bei schwerkranken Säuglingen und Kleinkindern in Kliniken zu vermeiden, bieten diese heute die Möglichkeit des Rooming-in an.
- Vollzeitpflege (Pflegeeltern / Erziehungsstelle)
- Kindertagespflege (Tagesmutter / Tagesvater)
- Kinderkrippe
- SOS-Kinderdorf

## USA

### Vergleichende Forschungen zwischen Kindern im Säuglingsheim und im Findelhaus
René A. Spitz führte seine Forschungen in den USA in den Jahren um 1940 durch. Er erforschte intensiv die Entwicklung von 203 Kleinkindern in einem Säuglingsheim und von 90 Kleinkindern in einem Findelhaus. Im Sinne von vergleichenden Längsschnittstudien wurden die Kleinkinder in ihrem Entwicklungsverlauf fast von Geburt an teilweise bis ins Alter von 4 Jahren beobachtet und u. a. mit dem „Bühler-Hetzer-Kleinkindertest“ untersucht. Beide Heime waren hygienisch einwandfrei geführt. Die Kinder erlebten in den beiden Heimen deutliche Unterschiede in Bezug auf die mütterliche Zuwendung.
Das Säuglingsheim war in einem Strafvollzug für straffällige Mädchen eingegliedert und diente zur Betreuung der Kinder, die von ihren straffälligen Müttern während der Haftzeit geboren wurden. In diesem Heim konnten die Mütter ihre Kinder bis zum Ende des ersten Lebensjahres selbst versorgen; sie wurden dazu von Säuglingsschwestern des Heimes angeleitet.
Im Findelhaus lebten zwei Gruppen von Kleinkindern:
- Die einen waren Kinder verheirateter Frauen, die (meist sozial gut angepasst) nicht in der Lage waren, sich selbst und ihre Kinder unterhaltsmäßig zu versorgen.
- Die anderen waren Kinder lediger Mütter, wobei die Mütter während der ersten 3 Monate ihr eigenes Kind durch Stillen ernährten. Die Kinder wurden im Alter von 3 Monaten von ihren Müttern getrennt und blieben etwa bis zum Alter von 18 Monaten in „Einzelzellen“, die von drei Seiten verglast waren. In dieser Lebensphase wurden die Kinder von einer Säuglingsschwester betreut. Die Ernährung erfolgte durch das Flaschenlegen, mechanische Fütterung vermittels befestigter Flaschen. Spielzeug war kaum vorhanden.

Die Beobachtungsergebnisse ergaben:
- Solange die Kinder in den Heimen von ihren Müttern betreut wurden, zeigten sie einen durchschnittlich normalen Entwicklungsverlauf. Die meisten Kinder in dem Säuglingsheim wurden im ersten Lebensjahr vollständig von ihren straffällig gewordenen minderjährigen Müttern betreut und nahmen dementsprechend einen normalen Entwicklungsverlauf. In dem Findelhaus entwickelten sich die Kinder in ihren ersten 3 Lebensmonaten normal, solange sie von ihren Müttern betreut wurden.
- Bei den Kindern, die im ersten Lebensjahr 3 oder mehr Monate die Zuwendung ihrer Mutter entbehren mussten, stellte R. Spitz Rückstände im Entwicklungsverlauf fest. Durch die Beobachtungen erkannte er zwei unterschiedliche Formen von „Mutter-Entbehrung“. Eine teilweise und eine totale Entbehrung. Er stellte zwei krankhafte Zustandsbilder bei den Kindern fest. Auf eine spezifische Form der teilweisen Mutter-Entbehrung reagierten die Kinder mit einer anaklitischer Depression. Bei der totalen Mutter-Entbehrung zeigten die Kinder das Zustandsbild des Hospitalismus.[53][54]

#### Erkenntnisse und Auswirkungen der Forschungsergebnisse
Die Untersuchungsergebnisse hatten eine aufrüttelnde Wirkung zunächst im angloamerikanischen Raum. Psychologen und Pädagogen wurden auf das traurige Schicksal von Kleinkindern aufmerksam, die ohne liebevolle gefühlsmäßige Zuwendung in den ersten Jahren aufwachsen mussten. Im deutschsprachigen Raum wurden die Untersuchungen von R. Spitz erst ab etwa 1965 weiter bekannt, als seine Untersuchungsergebnisse erstmals in die deutsche Sprache übersetzt wurden.
Zentrale Aussagen der Forschungsarbeiten sind:
- Die gesamte Entwicklung eines Kleinkindes ist abhängig von dem Ausmaß positiver Entwicklungsbedingungen, die die Umwelt bietet. Ererbte Entwicklungsanlagen brauchen zu ihrer konkreten Entfaltung freundliche anregende Umweltbedingungen. Zu einer guten gefühlsmäßigen und intellektuellen Entwicklung gehören mütterliche Zuwendung, soziale Kontakte mit Erwachsenen und Anregungen aus der Umwelt. Kleinkinder von jungen ledigen straffällig gewordenen Müttern können sich der Untersuchung von R. Spitz nach viel besser entwickeln, wenn diese Mütter unterstützt werden in der Betreuung für ihre Kinder, als wenn diese Kleinkinder den Müttern aus Gründen von „Verwahrlosung“ entzogen und in ein Heim eingewiesen werden.
- Kleinkinder haben im Alter von etwa 6 Lebensmonaten bei regelmäßiger mütterlicher Zuwendung eine feste Beziehung zur Mutter bzw. zur betreuenden Mutterperson gebildet. Deutlich wird dies, wenn Kleinkinder auf fremde Personen, die ihnen aus der Familie nicht vertraut sind, mit Abwendung bzw. Angstreaktionen reagieren; man spricht vom „Fremdeln“; R. Spitz nennt es die „Acht-Monats-Angst“.
- Kleinkinder reagieren auf die Trennung von der Mutter heftiger und trauriger, wenn sie zuvor eine gute Beziehung zur Mutter gebildet haben. Eine starke traurige Reaktion nach der Trennung kann also ein Kennzeichen einer guten vorherigen Beziehung sein. Demgegenüber ist die passive, nahezu teilnahmslose Reaktion, die Kleinkinder nach einer längeren Mutter-Entbehrung zeigen, ein Zeichen einer inneren Resignation.

Harold M. Skeels stellte aufgrund seiner Studien in den USA Langzeitprognosen für die Entwicklung von Heimkindern auf. So wird eine stark deprivierende Heimerziehung, die im ersten oder zweiten Lebensjahr beginnt und nahezu unterbrechungslos die ganze Kindheit andauert, mit einem sehr niedrigen gesellschaftlichen Status später einhergehen. Die Heimkinder gehören der unteren Unterschicht oder dem „Lumpenproletariat“ an, wo die Möglichkeit einer gesellschaftlichen Anerkennung auf ein Minimum reduziert ist.

## Tschechien
In tschechischen Säuglingsheimen sind landesweit im Jahr 2010 ungefähr 1.800 Babys und Kleinkinder untergebracht. Laut einer Studie aus dem Jahr 2009 leben in Tschechien rund 7.500 Kinder langfristig, im Schnitt also 14,5 Jahre, in einem Heim. Damit befindet sich Tschechien europaweit auf einer Spitzenposition und wurde sowohl von der EU als auch der UNO kritisiert, obwohl es in Tschechien vor mindestens 40 Jahren Kinderpsychologen und andere Persönlichkeiten sich für verschiedene Alternativprojekte eingesetzt haben und man auf eine alte Tradition der Ersatzfamilienpflege zurückblicken kann.
Stattdessen überlebt bis heute das eingefahrene System aus der Zeit vor der Wende. Vertreter der Säuglings- und Kinderheime halten oft noch an dem langwierigen Prozess, an dessen Ende entweder Pflege- oder Adoptiveltern für ein Kind gefunden werden, fest. Unter ihnen auch Doktor Milada Šilhová, Direktorin der Kinderheime in der Region Nordböhmen. Es ginge doch um Kinder, die von ihrer biologischen Familie verlassen wurden, und für die der Staat die Verantwortung übernommen habe. Sie würden in die Obhut der Kinderheime übergeben, solange keine geeignete Ersatzfamilie gefunden sei. Der Staat entscheidet so über das Schicksal eines jeden Kindes mittels seiner Institutionen wie Sozialämter und Gerichte. Allein die letzteren brauchen im Schnitt 200 Tage, um über die Adoption eines Kindes zu entscheiden. Jitka Gjuričová, Leiterin der Abteilung für Kriminalitätsprävention beim tschechischen Innenministerium, kritisiert schon lange das bestehende System. Das tschechische Fürsorgesystem für Kinder schneidet im internationalen Vergleich nicht gut ab. Allein schon wegen der hohen Anzahl von Kindern die in den Säuglingsheimen leben.

## Burkina Faso
Viele Frauen sterben noch bei der Geburt. Zurück bleiben die Väter und die Neugeborenen. Im Säuglingsheim Den Kanu (dt. „aus Liebe zum Kind“) werden sie ernährt und großgezogen. In diesem Heim werden 50 Voll- oder Halbwaisen bzw. Kinder aus schwierigen Verhältnissen so lange betreut, bis sie im Alter von etwa zwei Jahren wieder in ihre Familien zurückkehren können. Bezugspersonen aus den Familien besuchen die Säuglinge im Durchschnitt alle zwei Wochen.

## Rumänien
Eine Handvoll Lose in einem Hut entschied 2001 über das Schicksal von 136 rumänischen Waisenkindern in einem Isolationsexperiment. Nach ausgiebigen Diskussionen zwischen dem zuständigen Ministerium und der örtlichen Kommission zum Schutz von Kindern war man dem Vorschlag amerikanischer Wissenschaftler um Charles A. Nelson gefolgt und hatte sich auf ein folgenschweres Experiment eingelassen. So bestimmte das Los für die zwischen sechs und 31 Monate alten Kinder, wer weiterhin in einem der staatlichen Waisenhäuser betreut würde und welche 68 Kinder stattdessen in der Obhut von bezahlten Pflegeeltern aufwachsen sollten. Ziel war es, die Folgen der unterschiedlichen Betreuungsarten auf die frühkindliche Entwicklung möglichst genau zu bestimmen und daraus Empfehlungen abzuleiten.

## Psychosomatische Spätfolgen für die Säuglingsheimkinder
Andauernder Stress in der frühen Kindheit durch Gewalterlebnisse, physischen oder emotionalen Missbrauch, wirtschaftliche Not, familiäre Spannungen und Ähnliches macht Menschen krank, auch noch als Erwachsene. Am schlimmsten und folgenreichsten ist das, wenn die Zuwendung, Liebe und Wärme der Eltern, oder zumindest einer anderen ständig verfügbaren, liebevollen Bezugsperson, fehlen.
Der Körper versucht in diesen Situationen den Stress durch Anpassungsleistungen vor allem im Gehirn irgendwie auszugleichen und die zum Überleben notwendige psychische und physische Balance (Allostase) aufrechtzuerhalten. Normalerweise kehrt dieses Anpassungssystem in den Normalzustand zurück, sobald der Stress vorbei ist. Bei dauerhaftem Stress aber wird das System überfordert. Das Anpassungssystem läuft aus dem Ruder, Psyche und Organe erkranken. Folgen sind häufig ein gestörtes Reaktionssystem im Gehirn (Cholesterol), Herz-Kreislauf-Erkrankungen oder Stoffwechselstörungen (metabolisches Syndrom).
Eine Studie mit 750 Teilnehmern hat jetzt beide Effekte nachweisen können: den langfristig krank machenden Dauerstress in der Kindheit einerseits und die „Pufferfunktion“ der Elternliebe in solchen Situationen.

## Beispiele von Säuglingsheimen
- Ausländerkinder-Pflegestätte (Velpke)
- DRK-Kinderklinik Siegen
- Kaiserin-Auguste-Viktoria-Säuglingsheim
- Kinderklinik an der Lachnerstraße
- Kinderklinik Augsburg
- Säuglingsheim Passau

## Aufarbeitung und Entschädigung im internationalen Vergleich
Die Geschichte von Säuglingsheimen war und ist teilweise noch ein Tabuthema, dem die Sozialgeschichtsschreibung lange auswich. Es war überwiegend der Kreis von Insidern wie: Behördenmitglieder, Institutionsleiter, Sozialpädagogen, Kinderpsychiater, welche sich aus ihrer eigenen Sicht heraus in Jubiläumsschriften und Fachartikeln äußerten. In einigen Ländern wurden Entschädigungen für ehemalige Heimkinder und andere Opfer fürsorgerischer Zwangsmaßnahmen ausbezahlt.
In Deutschland war aufgrund der hohen Anzahl ehemaliger Heimkinder der Fonds bereits Anfang 2014 ausgeschöpft und wurde im Weiteren mit Mitteln des Bundes sowie der Länder wieder aufgestockt. Dabei konnten die Anträge berücksichtigt werden, die bis zum 30. September 2014 gestellt wurden. Projekte zur überindividuellen Aufarbeitung der Heimerfahrung können bei den Anlauf- und Beratungsstellen beantragt werden und müssen zum Ende der Fondslaufzeit bis zum 30. September 2018 vollständig abgerechnet sein. Im August 2019 wird der Abschlussbericht der Fonds Heimerziehung und die Stellungnahme der Bundesregierung veröffentlicht. Die Ziele der Errichter der Fonds waren hoch gesteckt und im Fazit der Stellungnahme der Bundesregierung heißt es: „Nicht in jedem Einzelfall sind die Fonds diesen hohen Anforderungen im vollen Umfang gerecht geworden. Aber die breite Zufriedenheit der Betroffenen insgesamt belegt eindrucksvoll, dass sich der finanzielle und immaterielle Aufwand gelohnt hat. Ausschlaggebend für den Erfolg der Fonds war nicht zuletzt die Bereitschaft der Errichter, gemeinsam mit den Vertreterinnen und Vertretern der Betroffenen bei der Umsetzung der Fonds neue Wege zu gehen, Lösungsmöglichkeiten auszuprobieren und getroffene Entscheidungen auch zu korrigieren, wenn es im Sinne einer betroffenenfreundlichen Praxis notwendig war. Damit ist es gelungen, auch die übergeordneten Ziele der Fonds zu erreichen und einen Beitrag zur gesellschaftlichen Aufarbeitung und Aussöhnung mit einem dunklen Kapitel der neueren deutschen Geschichte zu leisten.“
In der Schweiz erhielten ehemalige Heimkinder in den Jahren 1988 bis 1993 durch zwei Fondskommissionen, die von Kindswegnahmen, Fremdplatzierung in Heimen und Anstalten, als Verdingkinder oder als Adoptierte systematisch aus ihrer Herkunftskultur gerissen wurden und von denen einige auch einer Zwangssterilisation unterzogen wurden, eine so genannte „Wiedergutmachung“ in Form einer Auszahlung in der Höhe zwischen 2.000 und 20.000 Franken. Auch in Irland, Schweden, Island oder Kanada wurden Entschädigungsleistungen an die Betroffenen gezahlt.

## Fremdbetreuung von Säuglingen und Kleinkindern in der Vergangenheit

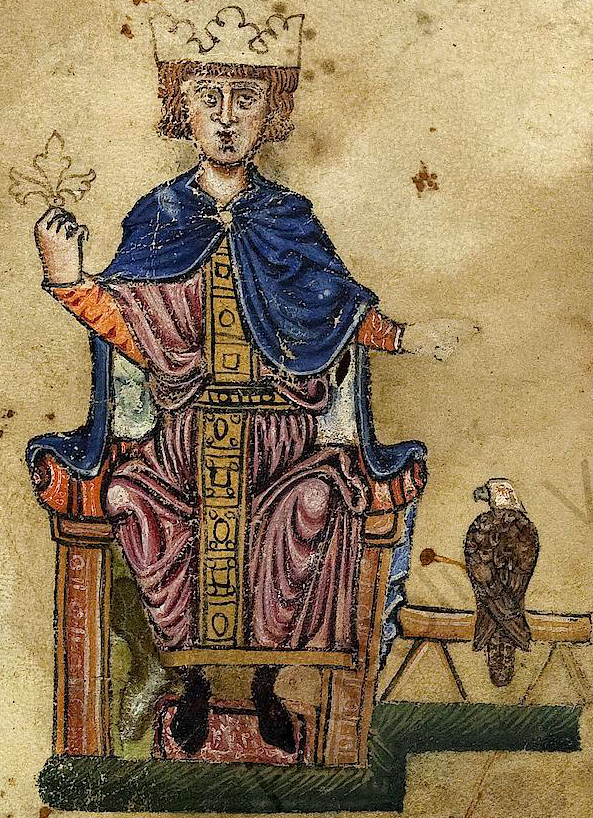
Friedrich II. mit seinem Falken

### Parabel der Chronica Salimbenis
Im 13. Jahrhundert führt der Chronist Salimbene von Parma in seiner Chronica über die Frage des Kaisers Friedrich II. aus: In welcher Sprache Kinder sich auszudrücken beginnen würden, die niemals vorher irgendein Wort sprechen gehört haben? Sein lebhaftes Interesse soll Friedrich II. zu einem seltsamen Experiment veranlasst haben. Er soll Wärterinnen und Ammen eine Anzahl verwaister Neugeborener zur Aufzucht mit dem Auftrag übergeben haben, ihnen die Brust zu reichen, sie zu reinigen, zu baden etc. aber mit dem strengsten Verbote, sie jemals zu liebkosen und mit ihnen oder vor ihnen ein Wort zu sprechen. Es geschah nach des Kaisers Willen; aber dessen brennende Neugierde fand keine Befriedigung, denn alle Kinder starben im frühesten Alter. Diese Parabel dürfte auf eine ältere Anekdote von Herodot zurückgreifen.
Herodot berichtet in dieser Anekdote, dass bis zur Regierungszeit des Pharao Psammetichos die Ägypter sich für die ersten aller Menschen hielten. Als aber Psammetichos Pharao geworden war und erfahren wollte, welches die ersten seien, glaubten sie nun, die Phryger seien noch älter als sie, sie selbst älter als alle anderen. Als der Pharao trotz allen Forschens die Frage nicht lösen konnte, wer die ersten Menschen gewesen seien, ließ er zwei neugeborene Kinder einem Hirten geben. Der Hirte sollte die Kinder mit seiner Herde so aufziehen, dass Niemand in der Gegenwart der Kinder sprechen dürfe. Die Kinder sollten ganz allein für sich in einer einsamen Hütte leben. Zu bestimmten Zeiten sollte der Hirte seine Ziegen dorthin führen und den Kindern genug Milch geben, danach seinen anderen Geschäften nachgehen. Psammetichos versuchte so herauszubekommen, was für ein Wort die Kinder wohl zuerst aussprechen würden, wenn die Zeit des Lallens vorbei wäre. Seine Anordnungen wurden strikt ausgeführt. Als der Hirte die Kinder zwei Jahre auf diese Weise versorgt hatte, stürzten sie beide, als er die Tür eines Tages öffnete und hereintrat, auf ihn zu und lallten das Wort Bekos, wobei sie ihm die Hände emporstreckten. Als die Kinder dies öfter wiederholten, wenn er zu ihnen kam, teilte er es dem Pharao mit und führte ihm auf Befehl die Kinder vor. Auch Psammetichos vernahm das Wort gleichfalls und forschte nach, in welcher Sprache diese Bezeichnung Bekos vorkäme. Da fand er, dass die Phryger so das Brot bezeichneten; aus dieser Geschichte schlossen die Ägypter und gaben zu, dass die Phryger älter seien als sie selbst. Herodot ergänzte, dass er diese Begebenheit von den Priestern des Hephaistos in Memphis (Ägypten) hörte und die Griechen diese Geschichte mit vielen törichten Zusätzen ausschmückten.
Die Anekdote von Herodot dürfte Salimbene von Parma gekannt haben und wahrscheinlich als Vorlage für seine Parabel verwendet haben, um Kaiser Friedrich II. im Machtkampf gegen die Kirche zu verunglimpfen. Belege oder weitere Geschichtsquellen zu der Darstellung des Salembene gibt es bisher nicht.

### Einsatz einer Amme

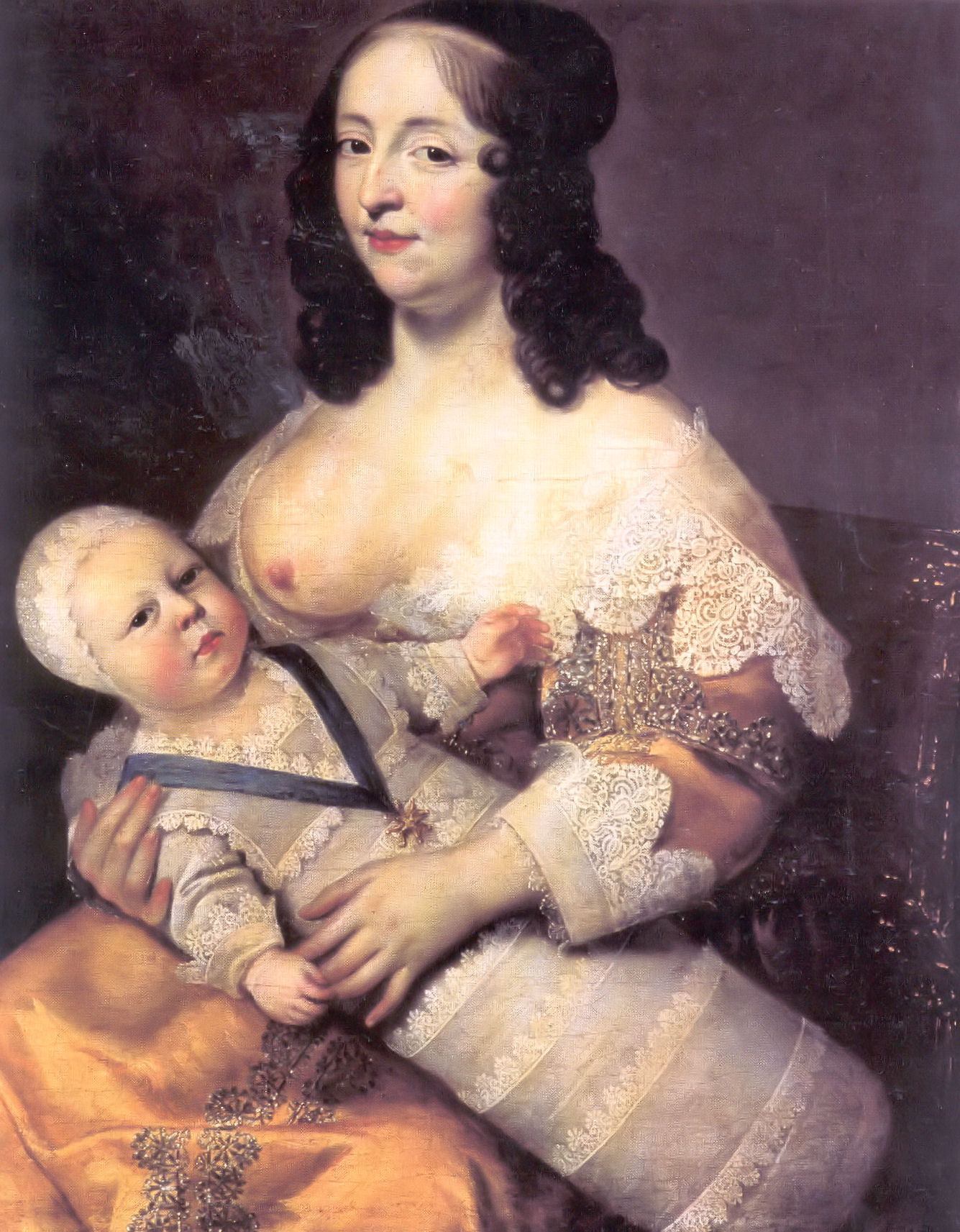
Der spätere König Ludwig XIV. mit seiner Amme

Das Stillen der eigenen Kinder durch Lohnammen ist bereits im Altertum belegt. Beispielsweise enthielt schon das babylonische Gesetzbuch Hammurapis (ca. 1780 v. Chr.) einen eigenen Paragraph für Ammen, im Alten Ägypten hatten sie oftmals eine hohe Stellung in den Familien und am Hof, das Alte Testament berichtet über den Tod Deboras, der Amme der Rebekka, als einer wichtigen Persönlichkeit. In der römischen Mythologie war die Amme der als Säuglinge ausgesetzten späteren Gründer Roms, Romulus und Remus, eine Wölfin.
Die britische Historikerin Antonia Fraser nennt in ihrem Werk über die sechs Frauen Heinrichs VIII. als Grund für den Einsatz von Ammen, dass eine stillende Frau nicht schwanger wird. Frauen der Oberschicht mussten jedoch so viele Kinder wie irgend möglich bekommen, um die Nachfolge zu sichern, weshalb sie ihre Kinder nicht selbst stillen durften. In der Barockzeit lebten in Frankreich viele Säuglinge und Kleinkinder der Städter und Adligen bei ihren bäuerlichen Ammen. Nur selten wurden sie, oft zu feierlichen Anlässen, in die Familien geholt.
Um das Jahr 1880 waren im Stadtbild Berlins die mit ihren Pfleglingen ausgehenden Ammen aus der Niederlausitz in ihrer sorbischen Tracht auffällig. Auch in Wien sind die Ammen aus Böhmen und Mähren neben den Köchinnen, die in der zweiten Hälfte des 19. Jahrhunderts kamen, in den Bürgerhäusern legendär geworden.
Soziologisch ist bedeutsam, dass sich – besonders in der europäischen Ober- und gehobenen Bürgerschicht bis an die Schwelle des 20. Jahrhunderts – Mütter als die geborenen „Dauerpflegepersonen“ früh von ihren Kleinstkindern verabschiedeten und an ihrer statt die Ammen zum festen Bestandteil des Hausgesindes wurden. Daraus ergab sich für die heranwachsenden Kinder oft eine respektbetonte soziale Distanz zur leiblichen Mutter, hingegen zur vertrauten Amme eine intime soziale Nähe, was als Motiv in der Dichtung häufig aufgegriffen wurde.
Das Stillen durch Lohnammen ging in Europa etwa ab den 1920er-/30er-Jahren stark zurück, als brauchbare Ersatzmilch verfügbar wurde. In Bern wurden die letzten beruflichen Ammen in den 1950er-Jahren in den Ruhestand geschickt.

### Findelhäuser
Im Mittelalter war es üblich, unwillkommene Kleinkinder in Findelhäuser abzugeben. Das erste Findelhaus in Mailand wurde 787 auf Veranlassung des dortigen Erzbischofs Datheus für Säuglinge und Kleinkinder eingerichtet. Die Findelhäuser (später abgelöst durch Waisenhäuser) waren meist kirchliche Einrichtungen und fanden in Mittel- und Westeuropa etwa seit dem 9. Jahrhundert besonders in den romanischen Ländern Verbreitung. Sie bestanden zum Teil bis in die neueste Zeit. Papst Innozenz III. verfügte im Jahre 1194 innerhalb eines Spital in Rom ein Findelhaus mit einer besonderen Drehlade einzurichten, d. h. mit einer Klappe in der Klostermauer, durch die ein Kind bis zu einer bestimmten Größe hineingelegt und durch Drehung des Kastens ins Innere befördert wurde. Diese Babyklappen ermöglichen eine geheime Ablage der Findelkinder. Die Verbreitung des Familiennamens Esposito (Italienisch für Ausgesetzt) im Süden Italiens bezeugt noch heute den hohen Anteil solcher Kinder an der Bevölkerung. Findelkinder hatten früher keinerlei Rechte und wurden oft in die Sklaverei verkauft, als Knechte auf Bauernhöfen gehalten oder in Klöster gegeben.

### Waisenhaus
Waisenhäuser entwickelten sich aus Findelhäusern, besonders zahlreich seit dem 17. Jahrhundert aus Stiftungen und den Gründungen der Pietisten. Erst nach dem Dreißigjährigen Krieg (1618–1648) kam es vermehrt zur Gründung von Anstalten; diese sollten für eine ganze Reihe sozialer Problemfelder gleichzeitig zuständig sein. So macht das 1677 in Braunschweig gegründete „Armen-, Waysen-, Zucht- und Werkhaus“ die Absichten schon in seinem Namen deutlich. Ähnliche Anstalten wurden 1679 in Frankfurt, 1702 in Bamberg, 1716 in Waldheim oder 1736 in Ludwigsburg gegründet. Das 1702 in Berlin gegründete „Große Friedrichshospital“ war vorrangig ein Unterbringungsort für Waisen, Bettler, Invaliden, geistig Gestörte, Aussätzige und erst nachrangig Krankenanstalt.
Teilweise kümmerten sich auch reiche Kaufleute und Handelsherren um die Kinder, indem sie wohltätige Stiftungen unterhielten.

### Kibbuz (Israel)
Das erste Kibbuz wurde am 28. Oktober 1910 von einer zionistischen Gruppe aus Weißrussland gegründet. Es gab auch in Europa, sogar in Deutschland, Siedlungen in der Form eines Kibbuz, um im Rahmen der Hachschara auf ein Leben in Palästina, dem späteren Israel, vorzubereiten.
In den Kibbuzim war die patriarchalische Kleinfamilie aufgelöst und die Kindererziehung ebenfalls zentralisiert. Die Kinder wurden je nach Kibbuz schon von Geburt an in einem eigenen Kinderhaus mit Gleichaltrigen erzogen, die Geschwister lebten also jeweils in einer anderen Kindergruppe. Jede Gruppe wurde von einer eigenen Erzieherin, der sogenannten Metapelet (Mehrzahl: Metaplot) geleitet. Durch den Kontakt zu mehreren Metaplot und den täglich nur kurzzeitigen Kontakt zu den Eltern waren die jungen Kibbuzniks stark auf ihre Altersgruppe fixiert. Nach einem bestimmten Zeitraum – etwa einem Jahr – erfolgte ein Wechsel zu einer anderen Metapelet.

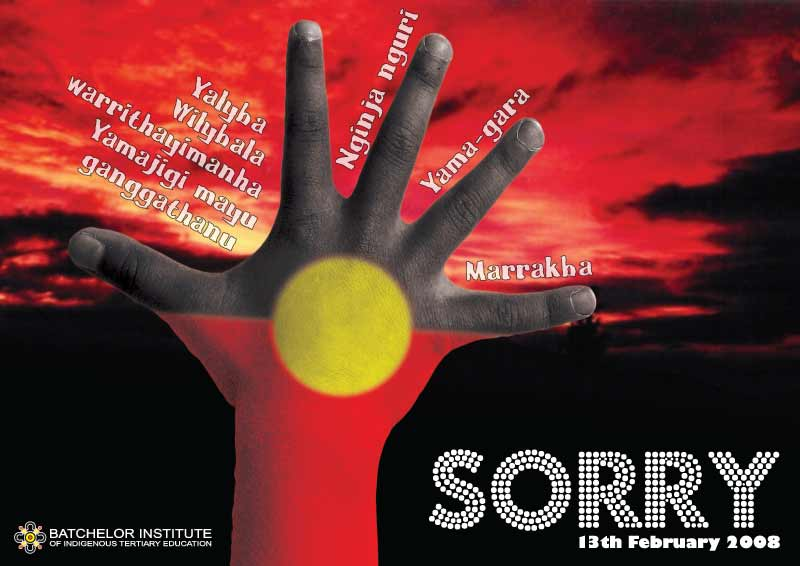
Sorry Day poster

Trotz der Erziehung außerhalb der traditionellen Familienstrukturen war Hospitalismus unbekannt, eine gesunde Persönlichkeitsbildung üblich. Die strenge Orientierung auf die Erziehung im Kinderhaus löste sich in den folgenden Jahrzehnten langsam in Richtung „Kindergarten“ auf.

### Stolen Generations (Australien)
In Australien wurden im 20. Jahrhundert bis in die 1970er-Jahre hinein, rund 50.000 Aborigine-Kinder, oft als Säugling oder Kleinkind, aus ihren Familien entführt. Sie wuchsen in Heimen, bei Pflege- und Adoptivfamilien, abgeschnitten von ihrer Kultur, auf. Vor allem Mischlingskinder suchten die Beamten heraus. Es sollte das Erbe der Ureinwohner aus ihnen herauserzogen werden. Was Umerziehung nicht erreichen konnte, sollte durch Eugenik gelingen. Durch "Kreuzung von Mischlingen mit weißen Siedlern, sollte die Farbe heraus gezüchtet werden. Viele von ihnen mussten später als billige Arbeitskräfte auf den Farmen arbeiten.

## Persönlichkeiten die im Säuglingsheim lebten
- Helmut Fischer, deutscher Schauspieler[86]
- Nina Ruge, deutsche Fernsehmoderatorin, Buchautorin und Journalistin
- Peter Wawerzinek, deutscher Schriftsteller